# 동방귀형수 ~ Wily Beast and Weakest Creature
《동방귀형수 ~ Wily Beast and Weakest Creature》(일본어: 東方鬼形獣 〜 Wily Beast and Weakest Creature. 도호키케이주[*])는 동방 프로젝트의 열일곱번째 시리즈 게임이다. 2019년 5월 5일에 개최된 제16회 하쿠레이 신사 봄 예대제에서 체험판이 발매되었으며, 2019년 8월 12일 C96에서 정식판이 발매되었다.

## 시스템
기체 성능이 다른 〈하쿠레이 레이무〉, 〈키리사메 마리사〉, 〈콘파쿠 요우무〉 3종류의 캐릭터 중 하나를 선택한다. 적과 닿거나, 적탄에 맞으면 미스가 되어 잔기가 1개 줄어든 다음 그 자리에서 부활한다. 모든 잔기를 잃으면 게임 오버가 되지만, 컨티뉴하면 그 자리에서 부활해 게임을 계속할 수 있다. 컨티뉴하지 않고 6면(최종면) 보스를 쓰러뜨리면 노멀 엔딩이다. 컨티뉴하지 않고 깨면 전1면 Extra 스테이지가 추가된다.

### 동물령 시스템
이 작품의 독자적인 요소로 '동물령 시스템'이 있으며, 빙의된 동물령에 따라 성능이 변화한다.
- 늑대령 - 집중 샷이 강화됨.
- 수달령 - 스펠 카드가 강화되어 초기 스펠 카드가 1개 늘어남.
- 참수리령 - 확산 샷이 강화됨.

### 로어링 모드
적을 쓰러뜨리면 떨어뜨리는 '동물령 아이템'을 5개 모음으로써 발동된다. 동물령 아이템에는 '동물령'과 '아이템 물고기령' 2종류가 있으며, 이 상태가 되면 화면이 어두워지며 다음 효과가 출현한다.
- 탄에 맞거나 봄을 누르면 '영격'이 발동됨(발동하면 로어링 모드는 종료).
- 샷을 적에 맞히면 득점 아이템이 방출됨.
- 영격을 사용하지 않고 제한 시간을 초과하면 엑스트라 동물령이 출현함.
- 아이템 물고기령을 소지한 경우 모드 종료 시에 아이템을 방출함.
- 샷을 때리지 않으면 제한 시간 감소가 느려지며, 모드에서 새로 동물령 아이템을 획득한 경우에는 제한 시간이 증가한다.

거기다 늑대, 수달, 참수리 중 하나의 동물령 아이템을 3개 가진 상태에서 쌓인 동물령의 개수가 5개가 되면 '폭주 로어링 모드'가 발동되며, 일반 로어링 모드에 더해 다음 효과가 출현한다. 또한, 동행한 동물령이 모은 동물령 아이템과 동일한 경우나 같은 동물령 5개를 획득한 경우에는 각각의 모드 시간이 연장된다.
- 늑대 3개 이상 - 집중 샷이 하이퍼화됨.
- 수달 3개 이상 - 적의 탄을 득점 아이템으로 변환시키고 수달 장벽이 생김.
- 참수리 3개 이상 - 확산 샷이 하이퍼화됨.

## 줄거리
하쿠레이 레이무, 키리사메 마리사, 콘파쿠 요우무 3명이 "지옥의 동물령들이 지상을 힘으로 지배하려고 음모를 꾸미고 있다"라고 밀고해 온 아군 동물령들과 짝을 짓고 미연에 토벌하러 간다.

## 등장인물

### 새로운 등장인물
여기서는 《귀형수》에서 처음 나온 등장인물들을 설명한다.
에비스 에이카
사이노카와라에서 돌을 쌓고 있는 미즈코령들의 리더적 존재.
우시자키 우루미
삼도천에서 어업을 하는 규키.
니와타리 쿠타카
야생 닭의 신인 니와타리 신. 이계의 관문의 문지기 노릇을 하고 있다.
킷초 야치에
거북의 등딱지를 가진 오니로, 귀걸조의 조장을 맡고 있다.
조토구 마유미
하니야스신 케이키가 만든 우상.
하니야스신 케이키
영장원을 지배하는 조형신.
쿠로코마 사키
경아조의 조장을 맡고 있는 말의 요괴.

### 기존 등장인물
여기서는 《귀형수》에서 처음 나오지 않은 등장인물들을 설명한다.
하쿠레이 레이무

키리사메 마리사

콘파쿠 요우무

## 스테이지
| 스테이지       | 타이틀              | 장소                        | 중보스          | 보스              |
| -------------- | ------------------- | --------------------------- | --------------- | ----------------- |
| 스테이지 1     | 헤아릴 수 없는 무념 | 사이노카와라                | 에비스 에이카   | 에비스 에이카     |
| 스테이지 2     | 화강암의 갓난아이   | 삼도천                      | 우시자키 우루미 | 우시자키 우루미   |
| 스테이지 3     | 오니와타리의 관문   | 피안                        | 니와타리 쿠타카 | 니와타리 쿠타카   |
| 스테이지 4     | 만고의 업풍         | 지옥(상세 위치는 특정 불능) | 킷초 야치에     | 킷초 야치에       |
| 스테이지 5     | 축생 메트로폴리스   | 축생계                      | 조토구 마유미   | 조토구 마유미     |
| 스테이지 6     | 이돌라데우스        | 영장원 분묘 내부            | 조토구 마유미   | 하니야스신 케이키 |
| Extra 스테이지 | 피에 굶주린 업풍    | 지옥(축생계 인접 폭풍 구역) | 니와타리 쿠타카 | 쿠로코마 사키     |

## 곡 목록
1. 말하지 않는 짐승의 영혼 - 타이틀 화면
2. 지장만이 아는 애탄 - 1면 테마
3. 젤리 스톤 - 1면 보스 에비스 에이카의 테마
4. 로스트 리버 - 2면 테마
5. 돌의 갓난아이와 물속의 소 - 2면 보스 우시자키 우루미의 테마
6. 불후의 만주사화 - 3면 테마
7. 세라픽 치킨 - 3면 보스 니와타리 쿠타카의 테마
8. 언로케이티드 헬 - 4면 테마
9. 토터스 드래곤 ~ 행운과 불행 - 4면 보스 킷초 야치에의 테마
10. 비스트 메트로폴리스 - 5면 테마
11. 세라믹스의 조토닌 - 5면 보스 조토구 마유미의 테마
12. 일렉트릭 헤리티지 - 6면 테마
13. 우상에 세계를 맡기고 ~ Idolatrize World[b] - 6면 보스 하니야스신 케이키의 테마
14. 빛나는 약육강식의 규칙 - Extra 스테이지 테마
15. 쇼토쿠 태자의 페가수스 ~ Dark Pegasus - Extra 스테이지 보스 쿠로코마 사키의 테마
16. 축생들의 휴식 - 엔딩
17. 지하에서의 귀환 - 스태프롤